# Mala Mislinja
Mala Mislinja – wieś w Słowenii, w gminie Mislinja. W 2018 roku liczyła 203 mieszkańców.